# Aleucanitis stuebeli
Aleucanitis stuebeli là một loài bướm đêm trong họ Noctuidae.